# توباك أمارو

توباق أمارو في ايادي الأسبان

توباق أمارو كان آخر زعيم على الإنكا (السكان الأصليين أو الهنود الحمر) في فترة الاحتلال الأسباني والذي قتل في 24 سبتمبر 1572. كان توباق ابن الزعيم مانكو إنكا يوبانكي، تسلم الحكم سوب أنكا بعد موت أخيه في 1570 في فترة كانت الإمبراطورية قد خسرت العاصمة كوزكو وكان نفوذه في تلك الفترة على فيلكابامبا التي تبعد بعض الكيلو مترات من شمال العاصمة.
و في هجوم إسباني على فيلكابامبا هرب توباك أمارو باتجاه الامزون، ولم يدم هروبه طويلا حيث وقع في يدي الأسبان واغتيل على يدي نائب الملك الأسباني.